# Невски рејон
Невски рејон (рус. Невский район) је административно територијална јединица Санкт Петербурга. Смештен на југоистоку града, то је једина област која лежи на обе обале Неве. Настао је 24. марта 1917. године. трансформацијом округа Шлиселбург, који је имао предреволуционарни статус предграђа, и пуноправну урбану област..

## Историја
- Локалитет Шлиселбург
(«Цео Петерсбург» за 1913 год)
- Александровски одсек
(«Цео Петерсбург» за 1917 год)

- 24. марта 1917. године, градска Дума Петрограда је укључила локалитет Шлиселбург, који је раније имао статус приградске области, са преименовањем у Невскои округ.
- 1918. године. Невски и Обуховски округ су спојени у Невско-Обуховски округ.
- 1920. године. Невско-Обуховски округ је преименован у Володарски округ у част револуционара Володарсог.
- 12. јула 1922. године, већи део укинутог Смољинског округа припојен је Володарском округу.
- 25. новембра 1948. године Володарски округ је поново преименован у Невски округ.
- 12. јуна 1950. године, радно насеље Рибачкоје, Павловски округ, пребачено је у Невски округ, Лењинградска област.[2].

## Становништво
Према прелиминарним подацима са пописа, у граду је 2021. живело 538.323 становника, 100.262 више него 2002. године.
| 2002.   | 2009.   | 2010.   | 2012.   | 2013.   | 2014.   | 2015.   | 2016.   | 2017.   | 2018.   | 2019.   | 2020.   | 2021.     |
| ------- | ------- | ------- | ------- | ------- | ------- | ------- | ------- | ------- | ------- | ------- | ------- | --------- |
| 438,061 | 437,572 | 466,013 | 471,986 | 479,839 | 489,022 | 497,509 | 506,201 | 511,476 | 519,433 | 527,861 | 536,137 | 538,323 . |

## Територијална подела рејона
Округ обухвата историјске области:
- На левој обали реке Неве: Шчемиловка, Смоленско, Александровка, Белевско поље, Мурзинка, Рибачкое и Уст-Славјанка.
- На десној обали реке Неве: Весјолиј Поселок, Станица Нева, Сосновка, Уткина Завод.

## Мостови
У Невском рејону постоје три моста преко реке Неве (два делимично пролазе границу округа):
Велики Обуховски мост; повезује Санкт Петербург и Лењинградску област;
Володарски мост; Фински железнички мост. На левој обали, недалеко од Володарског моста, налазила се Речна станица..

## Наука и образовање

### Техничке школе и факултети који се налазе у Невском рејону
- Поморски колеџ (одсек Државне поморске академије по имену адмирала С. О. Макарова).
- Машинска академија названа по Ж.Ја.Котину (бивши Невски инжењерски факултет).
- Педагошка школа за фитнес.
- Висока педагошка школа бр.8.
- Ватрогасна и спасилачка школа "Центар за обуку спасилаца Санкт Петербурга".
- Руски колеџ традиционалне културе у Санкт Петербургу.
- Поморски технички факултет у Санкт Петербургу.
- Санкт Петербург колеџ железничког саобраћаја.
- Санкт Петербург колеџ економије и технологије. Д. И. Мендељејев
- Метро Енгинееринг колеџ.

### Универзитети који се налазе у Невском рејону
- Санкт Петербург државни институт за културу.
- Санкт Петербург државни универзитет услуга и економије.
- Државни универзитет за телекомуникације Санкт Петербурга.
- Правна академија Санкт Петербурга.